# Halecia auropunctata
Halecia auropunctata es una especie de escarabajo del género Halecia, familia Buprestidae. Fue descrita científicamente por Kerremans en 1897.